# Дружнє переконання (фільм, 1956)
«Дружнє настановлення» (англ. Friendly Persuasion) — американський фільм 1956 року, поставлений режисером Вільямом Вайлером за однойменним романом Джессеміна Веста. Фільм здобув Золоту пальмову гілку 9-го Каннського кінофестивалю 1957 року .

## Сюжет
1862 рік. На фермі в Індіані живе сімейство квакерів Бердуеллів: глава — Джес, його дружина Елайза і троє дітей — старший син Джошуа, середня донька Метті й малюк Джес. Ця чудова сім'я увесь тиждень працює на своїй фермі, а кожної неділі вони у повному складі відвідують збори, де вдаються до молитов такі ж зразкові квакери. Попри те, що вже два роки точиться війна між Північчю і Півднем, благочестиві фермери намагаються «закривати на це очі». Їх вчення не дозволяє використовувати фізичну силу навіть тоді, коли небезпека загрожує їх власній домівці. Але коли до їхньої землі наближаються війська жителів півдня, квакери мають зробити вибір — захищати свою землю або залишитися вірними своєї релігії…

## В ролях
| Гері Купер        | ···· | Джес Бердуелл   |
| Дороті Макгвайр   | ···· | Елайза Бердуелл |
| Ентоні Перкінс    | ···· | Джош Бердуелл   |
| Роберт Мідлтон    | ···· | Сем Джордан     |
| Філліс Лав        | ···· | Метті Бердуелл  |
| Марджорі Мейн     | ···· | вдова Гадспет   |
| Пітер Марк Річман | ···· | Гард Джордан    |
| Волтер Катлетт    | ···· | професор Квіглі |
| Теодор Ньютон     | ···· | майор Гарві     |

## Визнання

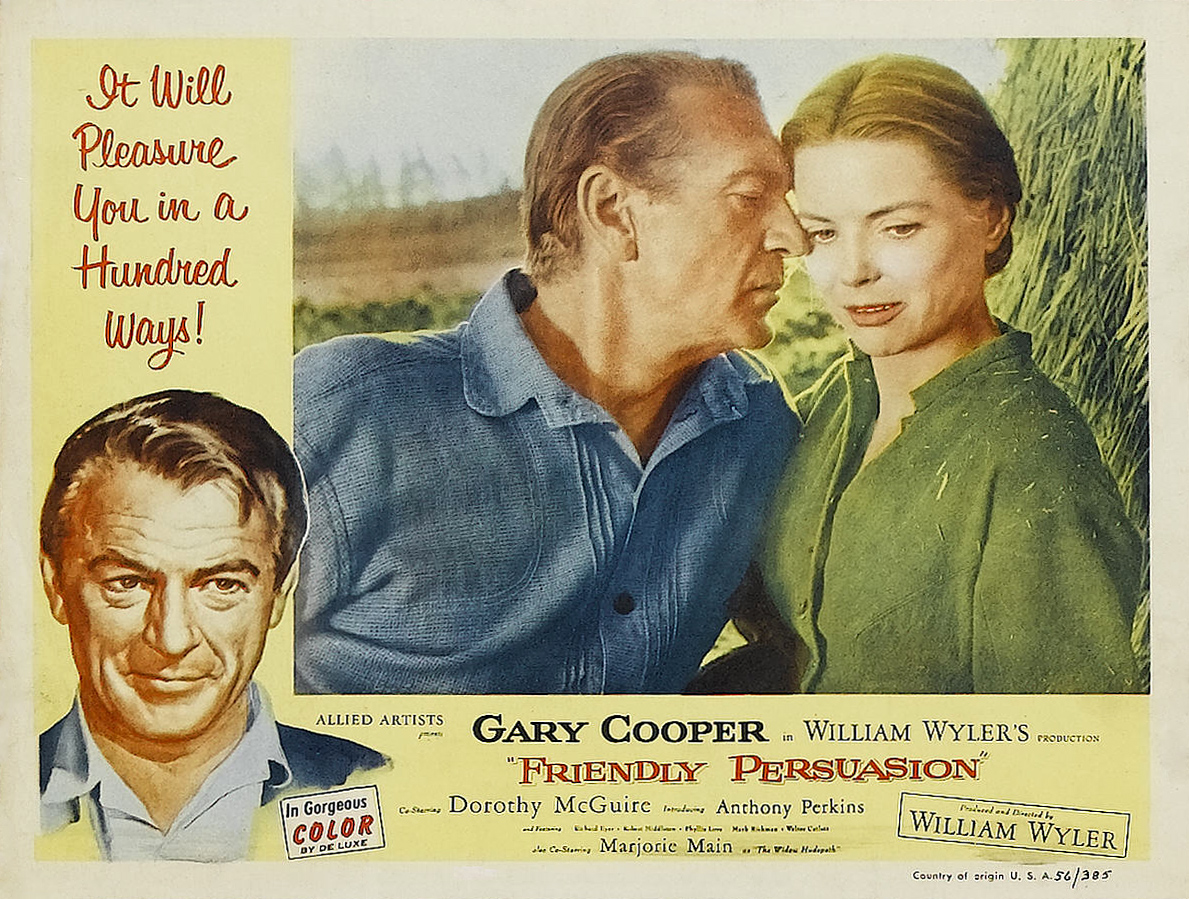
Гері Купер та Дороті Макгуайр

| Нагороди та номінації фільму «Дружнє переконання» | Нагороди та номінації фільму «Дружнє переконання» | Нагороди та номінації фільму «Дружнє переконання»     | Нагороди та номінації фільму «Дружнє переконання» | Нагороди та номінації фільму «Дружнє переконання» | Нагороди та номінації фільму «Дружнє переконання» |
| Рік                                               | Кінофестиваль/кінопремія                          | Категорія/нагорода                                    | Номінант                                          | Результат                                         |                                                   |
| ------------------------------------------------- | ------------------------------------------------- | ----------------------------------------------------- | ------------------------------------------------- | ------------------------------------------------- | ------------------------------------------------- |
| 1956                                              | Національна рада кінокритиків США                 | Десятка найкращих фільмів                             | Дружнє переконання                                | Перемога                                          |                                                   |
| 1956                                              | Національна рада кінокритиків США                 | Найкраща акторка                                      | Дороті Макгуайр                                   | Перемога                                          |                                                   |
| 1957                                              | Премія «Оскар»                                    | Найкращий фільм                                       | Дружнє переконання                                | Номінація                                         |                                                   |
| 1957                                              | Премія «Оскар»                                    | Найкращий режисер                                     | Вільям Вайлер                                     | Номінація                                         |                                                   |
| 1957                                              | Премія «Оскар»                                    | Найкращий актор другого плану                         | Ентоні Перкінс                                    | Номінація                                         |                                                   |
| 1957                                              | Премія «Оскар»                                    | Найкращий сценарій, адаптація                         | Майкл Вілсон                                      | Номінація                                         |                                                   |
| 1957                                              | Премія «Оскар»                                    | Найкраща музика, оригінальна пісня                    | Дмитро Тьомкін, Пол Френсіс Вебстер               | Номінація                                         |                                                   |
| 1957                                              | Премія «Оскар»                                    | Найкраще звукове оформлення фільму                    | Гордон Р. Гленнан, Гордон Севайєр                 | Номінація                                         |                                                   |
| 1957                                              | Золотий глобус                                    | Найкращий фільм сприяння міжнародному взаєморозумінню | Дружнє переконання                                | Номінація                                         |                                                   |
| 1957                                              | Золотий глобус                                    | Найкраща чоловіча роль (драма)                        | Гері Купер                                        | Номінація                                         |                                                   |
| 1957                                              | Золотий глобус                                    | Найкраща жіноча роль другого плану                    | Марджорі Мейн                                     | Номінація                                         |                                                   |
| 1957                                              | Золотий глобус                                    | Найкращий актор-новачок                               | Ентоні Перкінс                                    | Перемога                                          |                                                   |
| 1957                                              | 9-й Каннський міжнародний кінофестиваль           | Золота пальмова гілка                                 | Дружнє переконання                                | Перемога                                          |                                                   |
| 1957                                              | Гільдія кінорежисерів США                         | Найкраще режисерське досягнення                       | Вільям Вайлер                                     | Перемога                                          |                                                   |
| 1957                                              | Гільдія сценаристів США                           | Найкращий сценарій американської драми                | Майкл Вілсон                                      | Перемога                                          |                                                   |